# Pär Brundin
Pär Anders Johan Brundin, tidigare Berglund, född 7 april 1972 i Strängnäs, Södermanlands län, är en svensk skådespelare, rollsättare, statist och medverkandeansvarig inom teater, film, TV och reklam.

## Arbeten i urval

### Rollsättare
- 2004 – Orka! Orka! (TV-serie)
- 2007 – Sanningen om Marika (TV-serie)
- 2007 – Kid Svensk
- 2010 – Saltön (TV-serie)
- 2012 – Dom över död man

### Skådespelare
- 1997 – Vita lögner (TV-serie)
- 2001 – En ängels tålamod (TV-serie)
- 2003 – Tillfällig fru sökes
- 2004 – Orka! Orka! (TV-serie)
- 2010–2017 – Saltön (TV-serie)
- 2011 – Simon och ekarna
- 2018 – Springfloden (TV-serie)
- 2018–2019 – Vår tid är nu (TV-serie)

### Fotnoter
1. ↑  ”Pär Brundin”. Svensk Filmdatabas. http://www.sfi.se/sv/svensk-filmdatabas/Item/?type=PERSON&itemid=344599&ref=%2ftemplates%2fSwedishFilmSearchResult.aspx%3fid%3d1225%26epslanguage%3dsv%26searchword%3dP%C3%A4r+Brundin%26type%3dPerson%26match%3dBegin%26page%3d1%26prom%3dFalse. Läst 18 februari 2013.